# Tamra Davis
Tamra Davis (* 22. Januar 1962 in Studio City, Kalifornien) ist eine amerikanische Film-, Fernseh- und Musikvideoregisseurin.

## Leben
Davis war das zweite von vier Kindern. Einer ihrer Großväter war ein Komiker, eine Großmutter war Schauspielerin. Tamara Davis kam daher schon als Kind in Kontakt mit dem Filmbusiness. Zusammen mit dem ägyptischen Filmproduzenten Ibrahim Moussa ging Davis für sechs Monate nach Italien, um dort zu arbeiten. Zurück in den USA arbeitete sie für kurze Zeit in einer Kunstgalerie. Danach hatte sie einen Job bei American Zoetrope, wo sie Francis Ford Coppola kennen lernte. Dieser riet ihr zu studieren, worauf sie ein Studium am Los Angeles City College begann.
1993 heiratete sie Mike D von den Beasty Boys. Das Paar hat zwei gemeinsame Kinder.

## Karriere
Tamra Davis machte sich anfangs besonders einen Namen als Regisseurin von Musikvideos, von u. a. Tone Loc, Depeche Mode, NWA und Sonic Youth. 1992 drehte sie ihren ersten Film Guncrazy mit Drew Barrymore in der Hauptrolle. Außerdem arbeitete sie als Regisseurin für Serien wie My Name Is Earl und Alle hassen Chris.
Aktuell betreibt Davis ihre eigene Kochshow „Tamra Davis Cooking Show“.

## Filmografie (Auswahl)
- 1992: Guncrazy
- 1993: CB4
- 1993: No Alternative Girls (Kurzfilm)
- 1995: Billy Madison – Ein Chaot zum Verlieben (Billy Madison)
- 1997: Bloody Wedding – Die Braut muss warten (Best Men)
- 1998: Half Baked – Völlig high und durchgeknallt (Half Baked)
- 2000: Mittendrin und voll dabei (Skipped Parts)
- 2002: Not a Girl (Crossroads)
- 2002: Keep Your Eyes Open (Dokumentarfilm)
- 2005: My Name Is Earl (Fernsehserie, Episode 1x04)
- 2006: Alle hassen Chris (Everybody Hates Chris, Fernsehserie, Episode 1x12)
- 2006: Love Monkey (Fernsehserie, 2 Episoden)
- 2006: Men in Trees (Fernsehserie, Episode 1x07)
- 2007: Ugly Betty (Fernsehserie, Episode 1x11)
- 2007: Grey’s Anatomy (Fernsehserie, Episode 3x19)
- 2008: The Ex List (Fernsehserie, Episode 1x04)
- 2010: Jean-Michel Basquiat: The Radiant Child (Dokumentarfilm)
- 2010: Sons of Tucson (Fernsehserie, Episode 1x05)
- 2011–2014: Single Ladies (Fernsehserie, 21 Episoden)
- 2013–2014: Hit the Floor (Fernsehserie, 4 Episoden)
- 2015: Younger (Fernsehserie, 2 Episoden)
- 2016: Dirk Gentlys holistische Detektei (Fernsehserie, 2 Episoden)
- 2020: Dead to Me (Fernsehserie, 2 Episoden)
- 2020: The Politician (Fernsehserie, Episode 2x04)

## Musikvideos
- 1986: Depeche Mode – „But Not Tonight“
- 1986: 54-40 – „Baby Ran“
- 1988: Faith No More – „Anne’s Song“
- 1988: The Bangles – „In Your Room“
- 1988: Tone Lōc – „Wild Thing“
- 1989: Indigo Girls – „Closer to Fine“
- 1989: The D.O.C. – „It’s Funky Enough“
- 1989: The D.O.C. - „The D.O.C. & The Doctor“
- 1989: MC Lyte – „Cha Cha Cha“
- 1989: Young MC – „Bust a Move“
- 1989: Young MC – „Principal’s Office“
- 1990: Bette Midler – „From a Distance“
- 1990: Sonic Youth – „Kool Thing“
- 1991: Sonic Youth – „Dirty Boots“
- 1992: Beastie Boys – „Netty’s Girl“
- 1992: Sonic Youth – „100 %“
- 1992: Luscious Jackson – „Daughters of the Kaos“
- 1993: Cher (mit Beavis & Butt-Head) – „I Got You, Babe“
- 1993: The Lemonheads – „It’s About Time“
- 1994: The Lemonheads – „Big Gay Heart“
- 1994: Sonic Youth – „Bull in the Heather“
- 1994: Luscious Jackson – „City Song“
- 1995: Veruca Salt – „All Hail Me“
- 1997: Hanson – „MMMBop“
- 1997: Hanson – „Where’s the Love“
- 1998: Tatyana Ali – „Boy, You Knock Me Out“
- 1999: Luscious Jackson – „Ladyfingers“